# Barva kouzel
Barva kouzel (anglicky The Colour of Magic) je humoristická fantasy kniha Terryho Pratchetta, první ze série Zeměplocha. Byla napsána v roce 1983, do češtiny ji v roce 1993 přeložil Jan Kantůrek. Po dlouhou dobu byla jedinou knihou z hlavní série (další byla až Zaslaná pošta) rozdělenou do kapitol. Každá kapitola je vlastně povídka, pokaždé se stejnými hrdiny. Myšlenka Barvy kouzel – to, že vše je vlastně jen hra bohů – je podobná tradičním stolním RPG hrám, kde hod kostkou ovlivňuje, co se hráčům stane.
Hlavním hrdinou je neschopný a cynický mág Mrakoplaš, který se nedobrovolně stane průvodcem zahraničního turisty jménem Dvoukvítek. Ten připluje do Ankh-Morporku z Agateánské říše a způsobí zde velký rozruch svým obrovským bohatstvím, kterého si není vědom (cena zlata v Ankh-Morporku a v Agateánské říši se řádově liší).
Během rozsáhlého požáru, založeného poté, co Dvoukvítek objasní obyvatelům Morporku princip pojištění, opouštějí oba hlavní hrdinové společně Ankh-Morpork a vydávají se na cestu po Zeměploše. Ta je zavede postupně do chrámu pekelného boha Bel-Shammharotha, mezi jezdce na dracích a nakonec do říše Krull ležící na samém okraji Zeměplochy. Děj knihy končí ve chvíli, kdy jsou oba dva vrženi přes okraj Zeměplochy do nekonečného vesmíru.
Příběhy Mrakoplaše a Dvoukvítka pokračují v další knize ze série o Zeměploše - v Lehkém fantastičnu.

## Hlavní postavy
- Mrakoplaš
- Dvoukvítek

- Zavazadlo

## Související díla
- Knihou se inspirovala počítačová hra The Colour of Magic.
- Kniha byla, spolu s následujícím dílem, zfilmována, viz Barva kouzel (film).
- Barva kouzel byla v roce 2008 namluvena jako audiokniha samotným překladatelem Kantůrkem[1]